# اندولا ۱۶۳۴
سیارک ۱۶۳۴ (به انگلیسی: 1634 Ndola، نامگذاری:1935QP) هزار و ششصد و سی و چهارمین سیارک کشف شده‌است که در ۱۹ اوت ۱۹۳۵ کشف شد.
قدر مطلق سیارک برابر ۱۳٫۰۰ است.